# Ахатов, Нурбек Абдибалиевич
Нурбек Абдибалиевич Ахатов (10 сентября 1978, Жарды-Суу, Московский район — 26 ноября 2017) — киргизский футболист, защитник. Неоднократный чемпион Кыргызстана. Мастер спорта КР.

## Биография
С 1992 года занимался в Республиканском училище олимпийского резерва (Бишкек). В 1996 году выступал за бишкекский «Семетей» в первой лиге Кыргызстана.
С 1997 года, после объединения «Семетея» с «Дордоем», стал выступать за «Дордой», в его составе играл около десяти лет. В матчах высшей лиги Кыргызстана дебютировал в 1999 году. В составе «Дордоя» стал трёхкратным чемпионом страны (2004, 2005, 2006), серебряным (2000) и трёхкратным бронзовым (2001, 2002, 2003) призёром, трёхкратным обладателем Кубка Кыргызстана (2004, 2005, 2006). На международном уровне — обладатель (2006) и финалист (2005) Кубка президента АФК.
В конце карьеры выступал за бишкекский «Шер».
Окончил Киргизский государственный институт физической культуры (2002).
Погиб 26 ноября 2017 года в автомобильной аварии.